# Versailles (Missouri)
Pour les articles homonymes, voir Versailles (homonymie).
Versailles est une ville de l'État américain du Missouri, située dans le comté de Morgan, dont elle est le siège. Selon le recensement de 2010, sa population est de 2 482 habitants.